# Graham Hill
Norman Graham Hill (Hampstead, 15 de fevereiro de 1929 – Arkley, 29 de novembro de 1975) foi um automobilista britânico, bicampeão mundial da Fórmula 1 em 1962 e 1968. Esteve na categoria por 18 temporadas entre 1958 e 1975, sendo também proprietário de uma equipe. Ele é o único piloto a vencer a Tríplice Coroa do Automobilismo — 24 horas de Le Mans (em 1972), 500 milhas de Indianápolis (em 1966) e Grande Prêmio de Mônaco (em 1963, 1964, 1965, 1968 e 1969).
Graham e seu filho Damon, mantiveram o recorde de única dupla de pai e filho a ter ganho o Campeonato Mundial de Fórmula 1 até 2016, quando Keke Rosberg e Nico Rosberg se juntaram a eles. Neto de Graham e filho de Damon, Josh Hill também fez sua carreira através das categorias e aposentou-se na Fórmula 3 em 2013, com 22 anos.
Ele recebeu o apelido de "Mr. Mônaco" em função das cinco vitórias em Monte Carlo na década de 1960: 1963, 1964, 1965, 1968 e 1969 — sua última vitória na categoria. A sua marca foi superada 24 anos depois pelo brasileiro Ayrton Senna, que obteve a sexta em 1993. O seu sobrenome Hill não tem nenhum grau de parentesco com Phil Hill, piloto norte-americano campeão da Fórmula 1 em 1961.

## Carreira

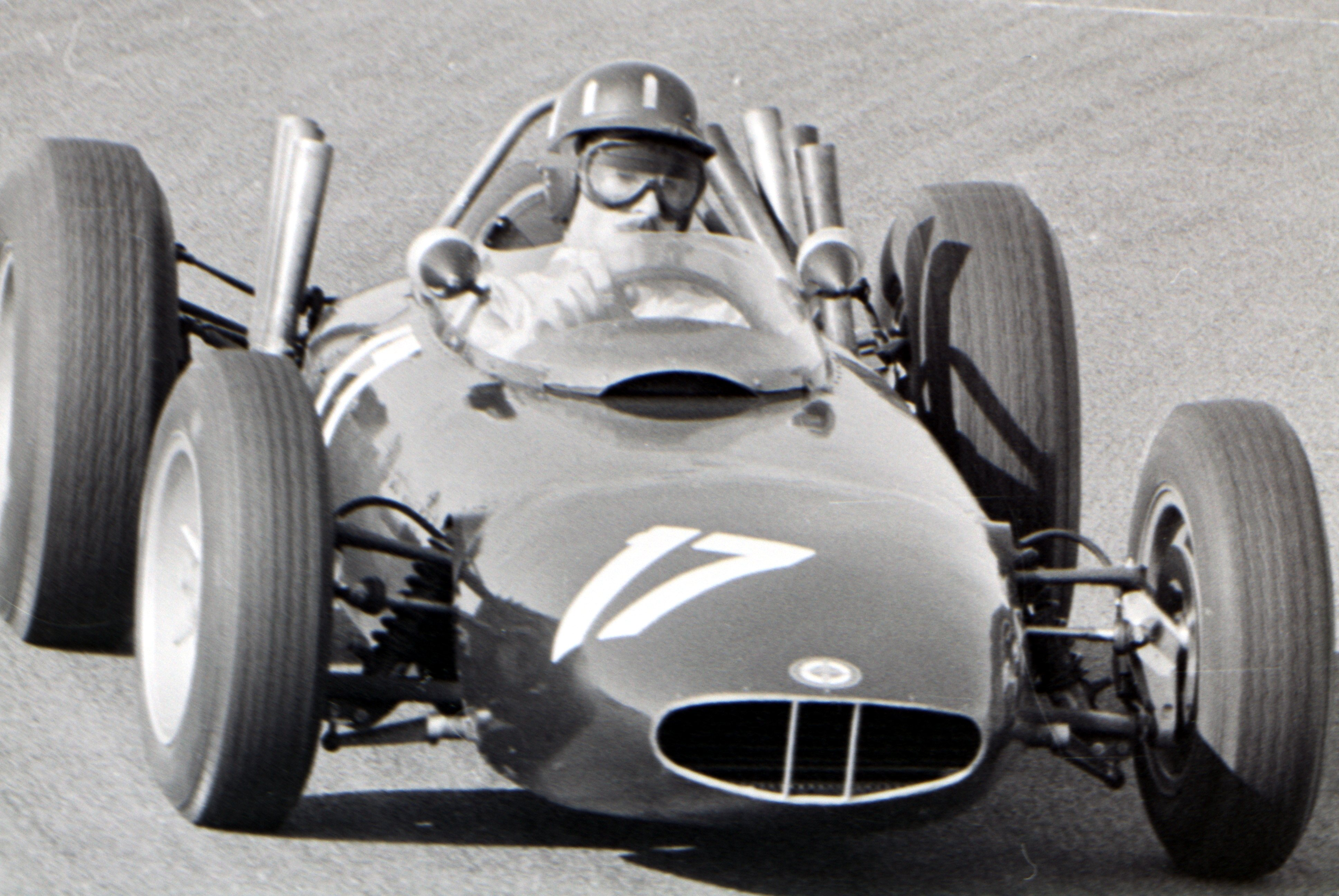
Graham Hill correndo em Zandvoort na BRM

Nascido em Hampstead, Londres, Graham ficou conhecido durante a parte final de sua carreira por sua inteligência e paciência. Ele iniciou sua carreira na Fórmula 1 aos 29 anos correndo pela Lotus. Depois de dois anos sem marcar sequer um ponto, entrou na BRM, e venceu seu primeiro campeonato em 1962. Ainda na BRM, ele foi vice-campeão em 1963, 1964 e 1965. Seu segundo título veio depois de voltar para a Lotus em 1968. Nesse mesmo ano, ele venceu o Grande Prêmio da Espanha com a Lotus patrocinada pela Gold Leaf, na primeira aparição de um carro estampado por uma empresa tabagista sem vínculo com o meio automobilístico.
Graham sobreviveu a vários acidentes antes de se aposentar aos 46 anos e montar sua própria equipe, Embassy Hill na Fórmula 1.
No entanto, no dia 29 de novembro de 1975, ocorrera o acidente aéreo da Embassy Hill. No dia do ocorrido, um sábado, uma intensa neblina envolvia Londres, na Inglaterra, à noite. O pequeno avião bimotor particular de matrícula norte-americana, um Piper Aztec, solicitou autorização de pousar no aeroporto de Heathrow. A pista estava fechada. Tentou em Gatwick; também fechado. Como última opção, voou para o pequeno aeroporto de Elstree, em Barnet, 16 quilômetros ao norte de Londres, voando baixo e com uma visibilidade de 100 metros. No clube Arkley, um campo de golfe, a três quilômetros da pista, houve um choque com algumas árvores, a queda, a explosão. Seis pessoas morreram na hora. Entre elas, Graham Hill, aos 46 anos.
O reconhecimento oficial foi feito através de sua ficha dentária. Os corpos, carbonizados, estavam irreconhecíveis. O avião vinha sob seu comando, de um voo que começara 10 minutos antes do acidente. Na Europa, 18 horas e 30 minutos em Marselha, França, Graham Hill tinha passado o dia no autódromo de Paul Ricard fazendo testes no novo carro de sua equipe.
Além dele, dentro do avião estavam 5 membros da equipe, incluindo o engenheiro, três mecânicos e o piloto da equipe de F1 e compatriota de Hill, Tony Brise.
Graham era casado com Bette Hill desde 1955 e deixou três filhos: Brigitte (mais velha), Damon Hill (do meio, que depois se tornaria campeão mundial de Fórmula 1 em 1996) e Samantha. Seu funeral foi na abadia de St. Albans, e ele está enterrado na igreja de St. Botolphs em Shenley. Em 1990, Graham foi introduzido ao International Motorsports Hall of Fame.

## Resultados na Fórmula 1
(Legenda: Corrida em negrito indica pole position e em itálico volta mais rápida)
| Ano  | Equipe                             | Chassis      | Motor                | 1         | 2         | 3         | 4         | 5         | 6         | 7         | 8          | 9         | 10        | 11        | 12        | 13        | 14        | 15        | Pontos   | Posição  |
| ---- | ---------------------------------- | ------------ | -------------------- | --------- | --------- | --------- | --------- | --------- | --------- | --------- | ---------- | --------- | --------- | --------- | --------- | --------- | --------- | --------- | -------- | -------- |
| 1958 | Team Lotus                         | Lotus 12     | Climax FPF L4        |           | MON Ret D | HOL Ret D |           | BEL Ret D |           |           |            |           |           |           |           |           |           |           | 0        | NC (22º) |
| 1958 | Team Lotus                         | Lotus 16     | Climax FPF L4        |           |           |           |           |           | FRA Ret D | GBR Ret D | GER Ret2 D | POR Ret D | ITA 6º D  | MAR 16º D |           |           |           |           | 0        | NC (22º) |
| 1959 | Team Lotus                         | Lotus 16     | Climax FPF L4        | MON Ret D |           | HOL 7º D  | FRA Ret D | GBR 9º D  | GER Ret D | POR Ret D | ITA Ret D  |           |           |           |           |           |           |           | 0        | NC (25º) |
| 1960 | Owen Racing Organisation           | BRM P25      | BRM P25 L4           | ARG Ret D |           |           |           |           |           |           |            |           |           |           |           |           |           |           | 4        | 15º      |
| 1960 | Owen Racing Organisation           | BRM P48      | BRM P25 L4           |           | MON 7º D  |           | HOL 3º D  | BEL Ret D | FRA Ret D | GBR Ret D | POR Ret D  |           | EUA Ret D |           |           |           |           |           | 4        | 15º      |
| 1961 | Owen Racing Organisation           | BRM P48/57   | BRM FPF L4           | MON Ret D | HOL 8º D  | BEL Ret D | FRA 6º D  | GBR Ret D | GER Ret D | ITA Ret D | EUA 5º D   |           |           |           |           |           |           |           | 3        | 16º      |
| 1962 | Owen Racing Organisation           | BRM P57      | BRM P56 V8           | HOL 1º D  | MON 6º D  | BEL 2º D  | FRA 9º D  | GBR 4º D  | GER 1º D  | ITA 1º D  | EUA 2º D   | RSA 1º D  |           |           |           |           |           |           | 421 (52) | 1º       |
| 1963 | Owen Racing Organisation           | BRM P57      | BRM P56 V8           | MON 1º D  | BEL Ret D | HOL Ret D |           | GBR 3º D  | GER Ret D |           | EUA 1º D   | MEX 4º D  | RSA 3º D  |           |           |           |           |           | 29       | 2º       |
| 1963 | Owen Racing Organisation           | BRM P61      | BRM P56 V8           |           |           |           | FRA 3º3 D |           |           | ITA 16º D |            |           |           |           |           |           |           |           | 29       | 2º       |
| 1964 | Owen Racing Organisation           | BRM P261     | BRM P60 V8           | MON 1º D  | HOL 4º D  | BEL 5º D  | FRA 2º D  | GBR 2º D  | GER 2º D  | AUT Ret D | ITA Ret D  | EUA 1º D  | MEX 11º D |           |           |           |           |           | 391 (41) | 2º       |
| 1965 | Owen Racing Organisation           | BRM P261     | BRM P60 V8           | RSA 3º D  | MON 1º D  | BEL 5º D  | FRA 5º D  | GBR 2º D  | HOL 4º D  | GER 2º D  | ITA 2º D   | EUA 1º D  | MEX Ret D |           |           |           |           |           | 401 (47) | 2º       |
| 1966 | Owen Racing Organisation           | BRM P261     | BRM P75 V8           | MON 3º D  | BEL Ret D | FRA Ret D | GBR 3º D  | HOL 2º D  | GER 4º D  |           |            |           |           |           |           |           |           |           | 17       | 5º       |
| 1966 | Owen Racing Organisation           | BRM P83      | BRM P60 H16          |           |           |           |           |           |           | ITA Ret D | EUA Ret D  | MEX Ret D |           |           |           |           |           |           | 17       | 5º       |
| 1967 | Team Lotus                         | Lotus 43     | BRM P75 H16          | RSA Ret F |           |           |           |           |           |           |            |           |           |           |           |           |           |           | 15       | 7º       |
| 1967 | Team Lotus                         | Lotus 33     | Ford Cosworth DFV V8 |           | MON 2º F  |           |           |           |           |           |            |           |           |           |           |           |           |           | 15       | 7º       |
| 1967 | Team Lotus                         | Lotus 49     | Ford Cosworth DFV V8 |           |           | HOL Ret F | BEL Ret F | FRA Ret F | GBR Ret F | GER Ret F | CAN 4º F   | ITA Ret F | EUA 2º F  | MEX Ret F |           |           |           |           | 15       | 7º       |
| 1968 | Team Lotus                         | Lotus 49     | Ford Cosworth DFV V8 | RSA 2º F  |           |           |           |           |           |           |            |           |           |           |           |           |           |           | 48       | 1º       |
| 1968 | Gold Leaf Team Lotus               | Lotus 49B    | Ford Cosworth DFV V8 |           | ESP 1º F  | MON 1º F  | BEL Ret F | HOL 9º F  | FRA Ret F | GBR Ret F | GER 2º F   | ITA Ret F | CAN 4º F  | EUA 2º F  | MEX 1º F  |           |           |           | 48       | 1º       |
| 1969 | Gold Leaf Team Lotus               | Lotus 49B    | Ford Cosworth DFV V8 | RSA 2º F  | ESP Ret F | MON 1º F  | HOL 7º F  | FRA 6º F  | GBR 7º F  | GER 4º F  | ITA 9º F   | CAN Ret F | EUA Ret F |           |           |           |           |           | 19       | 7º       |
| 1970 | Rob Walker Racing Team             | Lotus 49C    | Ford Cosworth DFV V8 | RSA 6º F  | ESP 4º F  |           |           |           |           |           |            |           |           |           |           |           |           |           | 7        | 13º      |
| 1970 | Brooke Bond Oxo Racing/ Rob Walker | Lotus 49C    | Ford Cosworth DFV V8 |           |           | MON 5º F  | BEL Ret F | HOL NC F  | FRA 10º F | GBR 6º F  | GER Ret F  |           |           |           |           |           |           |           | 7        | 13º      |
| 1970 | Brooke Bond Oxo Racing/ Rob Walker | Lotus 72C    | Ford Cosworth DFV V8 |           |           |           |           |           |           |           |            |           | ITA DNS F | CAN NC F  | EUA Ret F | MEX Ret F |           |           | 7        | 13º      |
| 1971 | Motor Racing Developments Ltd      | Brabham BT33 | Ford Cosworth DFV V8 | RSA 9º G  |           |           |           |           |           |           |            |           |           |           |           |           |           |           | 2        | 21º      |
| 1971 | Motor Racing Developments Ltd      | Brabham BT34 | Ford Cosworth DFV V8 |           | ESP Ret G | MON Ret G | HOL 10º G | FRA Ret G | GBR Ret G | GER 9º G  | AUT 5º G   | ITA Ret G | CAN Ret G | EUA 7º G  |           |           |           |           | 2        | 21º      |
| 1972 | Motor Racing Developments Ltd      | Brabham BT33 | Ford Cosworth DFV V8 | ARG Ret G | RSA 6º G  |           |           |           |           |           |            |           |           |           |           |           |           |           | 4        | 15º      |
| 1972 | Motor Racing Developments Ltd      | Brabham BT37 | Ford Cosworth DFV V8 |           |           | ESP 10º G | MON 12º G | BEL Ret G | FRA 10º G | GBR Ret G | GER 6º G   | AUT Ret G | ITA 5º G  | CAN 8º G  | EUA 11º G |           |           |           | 4        | 15º      |
| 1973 | Embassy Hill Racing                | Shadow DN1   | Ford Cosworth DFV V8 |           |           |           | ESP Ret G | BEL 9º G  | MON Ret G | SUE Ret G | FRA 10º G  | GBR Ret G | HOL NC G  | GER 13º G | AUT Ret G | ITA 14º G | CAN 16º G | EUA 13º G | 0        | NC (26º) |
| 1974 | Embassy Racing with Graham Hill    | Lola T370    | Ford Cosworth DFV V8 | ARG Ret G | BRA 11º G | RSA 12º G | ESP Ret G | BEL 8º G  | MON 7º G  | SUE 6º G  | HOL Ret G  | FRA 13º G | GBR 13º G | GER 9º G  | AUT 12º G | ITA 8º G  | CAN 14º G | EUA 8º G  | 1        | 18º      |
| 1975 | Embassy Racing with Graham Hill    | Lola T370    | Ford Cosworth DFV V8 | ARG 10º G | BRA 12º G | RSA NQ G  |           |           |           |           |            |           |           |           |           |           |           |           | 0        | NC (28º) |
| 1975 | Embassy Racing with Graham Hill    | Hill GH1     | Ford Cosworth DFV V8 |           |           |           |           | MON NQ G  |           |           |            |           |           |           |           |           |           |           | 0        | NC (28º) |

- ↑1  Nos descartes
- ↑2  Carro de Fórmula 2
- ↑3  O piloto inglês perdeu os quatro pontos por ajuda externa e ainda foi penalizado em um minuto pela direção de prova, mas a sua colocação na prova foi mantida.

#### Vitórias de Graham Hill na Fórmula 1
- GP dos Países Baixos de 1962 (Zandvoort)
- GP da Alemanha de 1962  (Nürburgring)
- GP da Itália de 1962 (Monza)
- GP da África do Sul de 1962 (East London)
- GP de Mônaco de 1962 (Monte Carlo)
- GP dos Estados Unidos de 1962 (Watkins Glen)
- GP de Mônaco de 1964 (Monte Carlo)
- GP dos Estados Unidos de 1964 (Watkins Glen)
- GP de Mônaco de 1965 (Monte Carlo)
- GP dos Estados Unidos de 1965 (Watkins Glen)
- GP da Espanha de 1968 (Jarama)
- GP de Mônaco de 1968 (Monte Carlo)
- GP do México de 1968 (Hermanos Rodríguez)
- GP de Mônaco de 1969 (Monte Carlo)

## Outros resultados

### 24 Horas de Le Mans[4]
| Ano  | Classe | N# | Equipe                     | Co-Pilotos      | Chassis            | Motor                   | Pneus | Largada | Final   | Clas. Pos | Voltas |
| ---- | ------ | -- | -------------------------- | --------------- | ------------------ | ----------------------- | ----- | ------- | ------- | --------- | ------ |
| 1958 | S 2000 | 26 | Team Lotus Engineering     | Cliff Allison   | Lotus Mk15         | Coventry Climax 2.0L I4 | D     | -       | DNF 53º | -         | 3      |
| 1959 | S 3.0  | 30 | Team Lotus Engineering     | Derek Jolly     | Lotus 15           | Coventry Climax 2.0L I4 | D     |         | DNF 28º | -         | 119    |
| 1960 | S 2.0  | 33 | Porsche KG                 | Jo Bonnier      | Porsche 718/4 RS   | Porsche 1.6L Flat-4     |       | -       | DNF 30º | -         | 191    |
| 1961 | GT 3.0 | 18 | North American Racing Team | Graham Hill     | Ferrari 250GT SWB  | Ferrari 3.0L V12        |       | -       | DNF 39º | -         | 121    |
| 1962 | E +3.0 | 11 | David Brown Racing Dept    | Richie Ginther  | Aston Martin DP212 | Aston Martin 4.0L I6    |       | -       | DNF 39º | -         | 78     |
| 1963 | -      | 00 | Owen Racing Organisation   | Richie Ginther  | Rover-BRM          | Rover 2.0L Turbina      |       | 49ª     | NC 13º  | 1º        | 310    |
| 1964 | P 5.0  | 14 | Maranello Concessionaires  | Jo Bonnier      | Ferrari 330P       | Ferrari 4.0L V12        | D     | 5ª      | 2º      | 2º        | 344    |
| 1965 | P 2.0  | 31 | Owen Racing Organisation   | Jackie Stewart  | Rover-BRM          | Rover 2.0L Turbina      | D     | 40ª     | 10º     | 2º        | 284    |
| 1966 | P +5.0 | 7  | Alan Mann Racing Ltd.      | Brian Muir      | Ford GT40 Mk.II    | Ford 7.0L V8            | G     | 6ª      | DNF 35º | -         | 110    |
| 1972 | S 3.0  | 15 | Equipe Matra-Simca Shell   | Henri Pescarolo | Matra-Simca MS670  | Matra 3.0L V12          | G     | 2ª      | 1º      | 1º        | 344    |

### 12 Horas de Sebring
| Ano  | Equipe                    | Automóvel          | Co-piloto       | Posição | Status              |
| ---- | ------------------------- | ------------------ | --------------- | ------- | ------------------- |
| 1960 | Joakim Bonnier            | Porsche 718 RS/60  | Joakim Bonnier  | DNF     | Motor               |
| 1961 | Camoradi International    | Maserati Tipo 61   | Stirling Moss   | DNF     | Tubo de exaustão    |
| 1963 | NART                      | Ferrari 330 TRI/LM | Pedro Rodríguez | 3º      | Vitória na classe   |
| 1964 | Maranello Concessionaires | Ferrari 330P       | Joakim Bonnier  | DNF     | Caixa de engrenagem |
| 1965 | Mecom Racing Team         | Ferrari 330P       | Pedro Rodríguez | DNF     |                     |
| 1966 | Alan Mann Racing          | Ford GT40          | Jackie Stewart  | DNF     | Válvula             |

### 500 Milhas de Indianápolis[5]
| Ano  | Número | Equipe     | Chassis | Motor           | Largada | Final   | Voltas |
| ---- | ------ | ---------- | ------- | --------------- | ------- | ------- | ------ |
| 1966 | 24     | Mecom      | Lola    | Ford            | 15ª     | 1º      | 200    |
| 1967 | 81     | Granatelli | Lotus   | Ford            | 31ª     | 32º DNF | 23     |
| 1968 | 70     | Granatelli | Lotus   | Pratt & Whitney | 2ª      | 19º DNF | 110    |

| Largadas      | 3 |
| Poles         | 0 |
| Primeira fila | 1 |
| Vitórias      | 1 |
| Top 5         | 1 |
| Top 10        | 1 |
| Abandonos     | 2 |

## Vitória por equipes
- BRM: 10